# Acamptus
Glyphostethus, Pseudacamptus
Genre
Synonymes
- Glyphostethus Marshall, 1921
- Pseudacamptus Champion, 1909

Acamptus est un genre d'insectes coléoptères  appartenant à la famille des Curculionidae.

## Classification
Le genre Acamptus est décrit par l'entomologiste américain John Lawrence LeConte (1825-1883) en 1876.

### Synonymes
- Glyphostethus Marshall, 1921
- Pseudacamptus Champion, 1909

## Liste d'espèces
Selon BioLib (20 juin 2021) :
- Acamptus cancellatus Zimmerman, 1974
- Acamptus echinus Casey, 1892
- Acamptus interstitialis Hustache, 1936
- Acamptus orthodoxus Hustache, 1932
- Acamptus plurisetosus Zimmerman, 1974
- Acamptus rigidus LeConte, 1876
- Acamptus texanus Sleeper, 1954
- Acamptus verrucosus Voss, 1947

Selon ITIS (30 août 2014) :
- Acamptus echinus Casey, 1892
- Acamptus rigidus LeConte, 1876
- Acamptus texanus (Sleeper, 1954)